# Монгольские вторжения в Корею
Монгольские вторжения в Корею (кор. 고려-몽골 전쟁?, 高麗蒙古戰爭?, также кор. 여몽 전쟁?, 麗蒙戰爭?) — серия военных кампаний Монгольской империи против Кореи, в те времена известной как Корё, в период с 1231 по 1259 годы. Всего было шесть основных нашествий, нанёсших значительный урон стране. В результате Корея стала данником монгольской династии Юань на следующие 112 лет.

## Первые кампании
Ван Коджон (правил с 1213 по 1259 год) был двадцать третьим правителем Корё. В 1225 году Монгольская империя потребовала с Корё дань, но получила отказ, а монгольский посол Чо Гоё (저고여, 箸告與) был убит.
В 1231 году по указу хана Угэдэя началось монгольское вторжение в Корё, являвшееся частью монгольских операций по захвату северных китайских территорий. Монголы под предводительством Саритая (撒禮塔) дошли до Чхунджу в центральной части Корейского полуострова, однако после нескольких боёв наступление было остановлено.
В 1232 году ввиду монгольской опасности императорский двор Корё переехал из Кэсона на остров Канхвадо в устье реки Ханган и приступил к строительству оборонных сооружений.
Монголы немедленно начали вторую атаку. Они дошли до юга Корейского полуострова, однако Канхвадо им захватить не удалось, а после битвы у крепости Чхоинсон (처인성) недалеко от современного города Йонъина  монгольской армии снова пришлось отступить. Во время этой битвы командующий монголов Саритай был убит буддистским монахом Ким Юнху.

## Третья кампания
В 1235 году монголы начали новый поход на Корё, опустошив провинции Кёнсандо и Чолладо. Сопротивление было упорным, Император серьёзно укрепил свой замок на острове Канхвадо, однако армия Корё не могла справиться с завоевателями. В 1236 году Коджон подписал указ о возрождении Трипитака Кореана, разрушенной во время нашествия 1232 года. Эту сохранившуюся до наших дней коллекцию буддистских текстов вырезали в течение 15 лет на 81 тысяче деревянных блоков.
В 1238 году Корё сдалось и запросило перемирия. Монголы отступили в обмен на соглашение о том, что Корё пошлёт в Монголию императорскую семью в качестве заложников. Однако Корё послало подставных людей вместо членов императорской фамилии. Раскрыв уловку, монголы начали настаивать на запрете корейским кораблям выходить в море и на аресте и казни деятелей антимонгольского движения. Корё пришлось послать в Монголию одну из принцесс и десять детей знати. Остальные требования были отклонены.

## Четвёртая и пятая кампании
В 1247 году монголы начали четвёртую кампанию против Корё, настаивая на возвращении столицы в Кэсон. Со смертью хана Гуюка в 1248 году монголы снова отступили.
До 1251 года, когда на престол взошёл хан Мункэ, монголы повторяли свои требования. После отказов Корё они начали новую большую кампанию в 1253 году. Коджон наконец согласился перенести столицу назад и послал одного из своих сыновей, принца Ан Гёнгона (안경공) в Монголию в качестве заложника, после чего монголы отступили.

## Шестая кампания и мирный договор
Узнав о том, что большая часть корейской знати осталась на Канхвадо, монголы начали новый поход на Корё. Между 1253 и 1258 годом они провели серию атак против Кореи.
После серии боёв монголы обосновались в Кэсоне и угрожали установить блокаду Канхвадо. В 1259 году был заключён очередной мирный договор, по которому Корё признало суверенитет Монголии и стало выплачивать дань.

## Последствия
Борьба внутри Двора продолжалась до мира с монголами в 1270 году. Некоторые из военачальников, отказавшиеся подчиниться, возглавили восстание Самбёльчхо (1270—1273) и защищали острова на южном побережье Корейского полуострова. Самбёльчхо были личными военными подразделениями семьи Чхве, которая обладала реальной властью в стране.
Начиная с царствования вана Вонджона в течение приблизительно 112 лет Корея была данником монгольской династии Юань. 
После покорения Кореи монголы понизили титул короля Корё. В посмертном титуловании вместо слова «чжон» (великий предок) стали употреблять слово «ван» (князь, государь), указывавшее на вассальную зависимость, а перед посмертным именем заставили обязательно писать «чхун» («преданный»): например,  Чхуннёль-ван или Чхунсон-ван. Монголы также вмешивались в дела королевского двора, обязывали короля жениться на монгольской принцессе, от них зависело, кто должен был занять или оставить королевский трон в Корё. 
Династия Корё страдала от монгольского ига до тех пор, пока власть монгольской династии Юань не была уничтожена в Китае в 1368 году.